# Zederik
Zederik è stato un comune olandese di 13 386 abitanti situato nella provincia dell'Olanda Meridionale.
Il 1º gennaio 2019 la municipalità di Zederik è confluita, insieme a Leerdam e Vianen, nel nuovo comune di Vijfheerenlanden.